# Canicattì
Canicattì  (sicilijanski: Caniattì) je četvrti po veličini grad u sicilijanskoj pokrajini Agrigento od 35.393 stanovnika.

## Zemljopisne karakteristike
Canicattì leži na jugu Sicilije, u njenoj brdovitoj unutrašnjosti, udaljen oko 33 km istočno od provincijskog središta Agrigenta, i oko 90 km jugoistočno od regionalnog središta Palerma. 

## Povijest
Canicattì je osnovan početkom 14. st., sve do 1812. i zabrane feudalizma bio je feud brojnih sicilijanskih dinastija; Formoso, Calmieri, Crescenzio i Bonanno.

## Znamenitosti
Najveća znamenitost Canicattìa je njegova katedrala San Pancrazio, podignuta 1760.

## Gospodarstvo
Canicattì je prije svega trgovačko središte poljoprivrednog kraja, s nešto mlinova i vinarija od industrije.

## Vanjske poveznice
- Službene stranice grada  Arhivirana inačica izvorne stranice od 3. srpnja 2013. (Wayback Machine) (tal.)
- Canicattì na portalu Treccani encyclopedia Italiana (tal.)